# Onthophagus viridiceps
Onthophagus viridiceps là một loài bọ cánh cứng trong họ Bọ hung (Scarabaeidae).